# Akemi Okazato
Akemi Okazato (岡里明美?, Okazato Akemi; Sawara, 24 luglio 1974) è un'ex cestista e allenatrice di pallacanestro giapponese.

## Carriera
Con il Giappone ha disputato i Giochi olimpici di Atlanta 1996 e tre edizioni dei Campionati del mondo (1994, 1998, 2002).